# Comercio Nanban
Comercio Nanban (南蛮貿易 Nanban-bōeki?, "Comercio con los bárbaros del sur") o Período de comercio Nanban (南蛮貿易時代 Nanban-bōeki-jidai?, "Período de comercio con bárbaros del sur") es el periodo de la historia de Japón que comprende desde la llegada de los primeros europeos (Portugueses y españoles) en el año 1543 y 1549, hasta su expulsión casi total del archipiélago entre 1637 y 1641, con motivo de la promulgación del edicto de expulsión del "Sakoku".

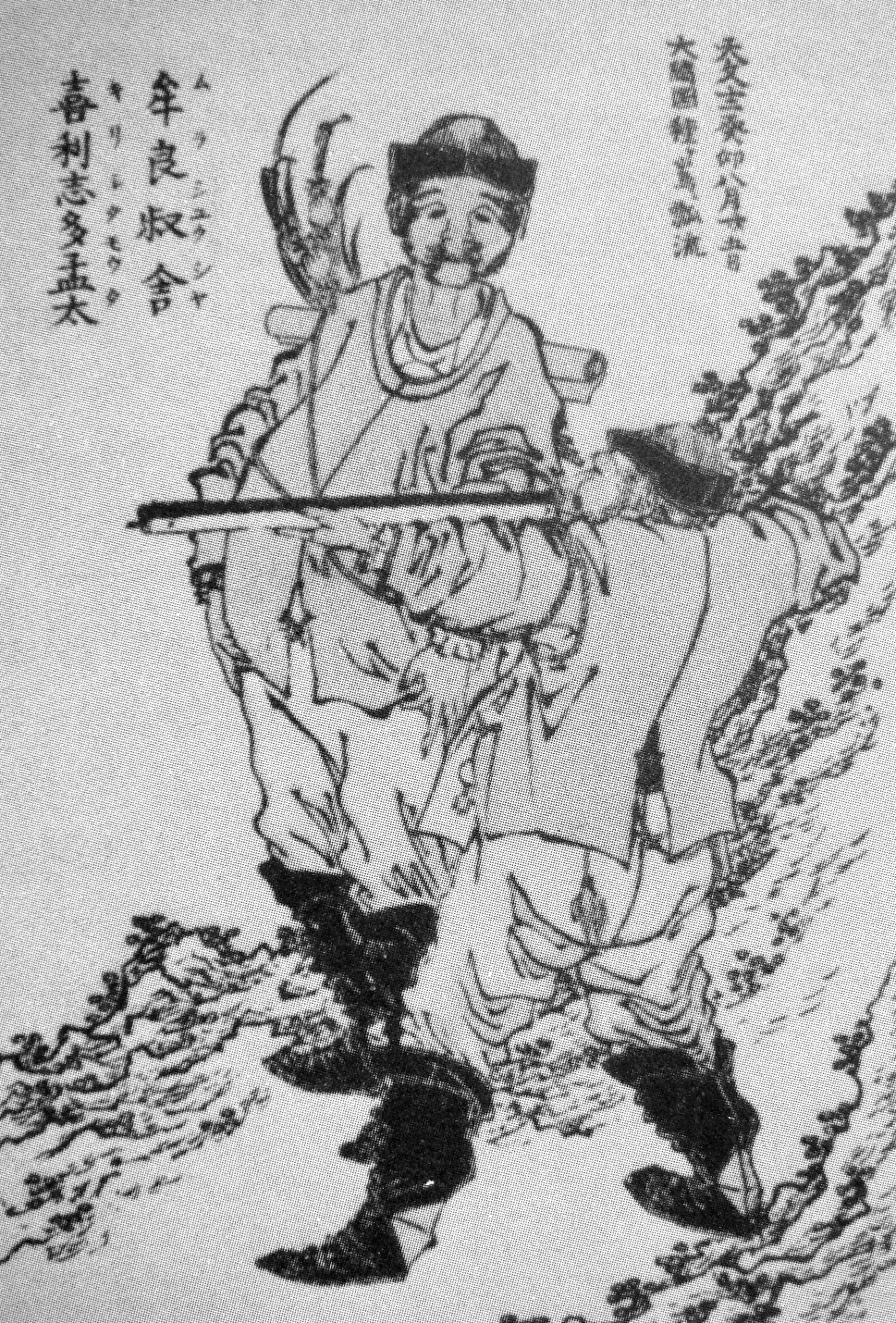
Primeros Occidentales en Japón, por Hokusai, 1817. Título: "El 25 de agosto de 1543, estos extranjeros arribaron a la isla de Tanegashima, Provincia de Ōsumi", dirigidos por Murashukusha (desconocido) y Kirishitamōta (es decir, António da Mota, también conocido como Cristóvão, el equivalente portugués a Cristóbal).

El comercio de Nanban comenzó con exploradores, misioneros y comerciantes portugueses y españoles en el período Sengoku, donde se estableció rutas comerciales de larga distancia en el extranjero con Japón. El intercambio cultural resultante incluyó la introducción de azúcar refinada, armas de fuego de mano, construcción naval de estilo galeón y el cristianismo en Japón. El comercio de Nanban disminuyó a principios del período Edo con el surgimiento del Shogunato Tokugawa que temía la influencia del cristianismo en Japón, particularmente el catolicismo romano de los portugueses y Españoles. Tokugawa emitió una serie de políticas de Sakoku que aislaron cada vez más a Japón del mundo exterior y limitaron el comercio europeo a los comerciantes holandeses en la isla de Dejima.
Las comunidades están haciendo campaña para que la influyente ruta de Nanban se incluya como Patrimonio de la Humanidad por la UNESCO.

## Encuentro cultural

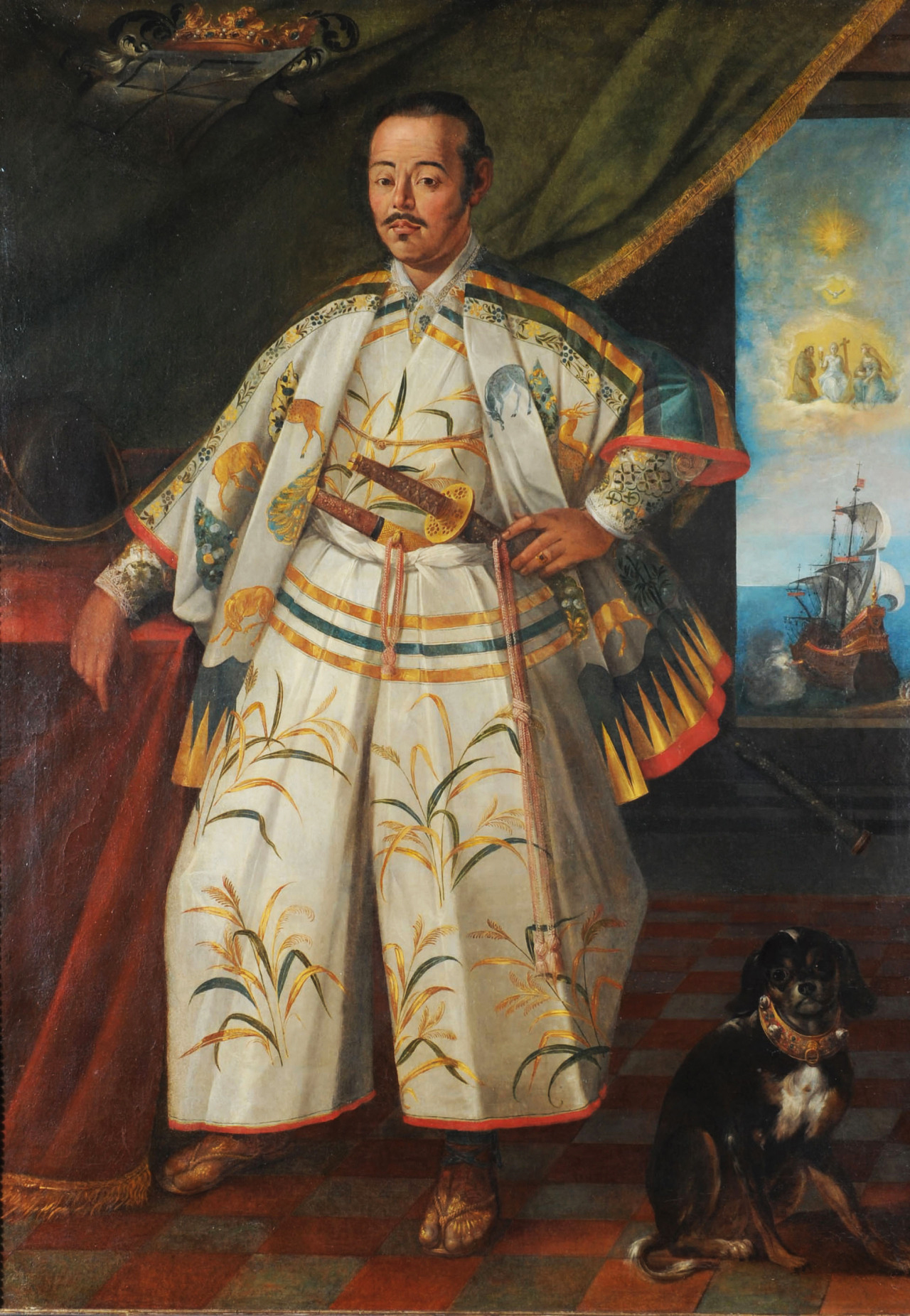
Retrato de Hasekura Tsunenaga, samurái que viajó hasta Roma en misión diplomática en 1615.

### Relatos japoneses sobre los europeos

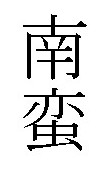
Los caracteres de "Nanban" (lit. "Bárbaros del Sur").

Después del contacto con los portugueses en Tanegashima en 1542, los japoneses fueron al principio bastante cautelosos de los extranjeros recién llegados. El choque cultural fue bastante fuerte, especialmente debido al hecho de que los europeos no eran capaces de entender el sistema de escritura japonés y tampoco se acostumbraban a usar palillos.

Comen con sus dedos en vez de con palillos como los que usamos. Ellos muestran sus sentimientos sin ningún autocontrol. No pueden entender el significado de los caracteres escritos.
Boxer, El Siglo Cristiano en Japón

Los japoneses fueron introducidos a varias nuevas tecnologías y prácticas culturales europeas (así como los europeos a influencias japonesas, véase Japonismo), ya fuera en el área militar (los arcabuces, las corazas de estilo europeo, los buques europeos), la religión (cristianismo), el arte decorativo, el lenguaje (vocabulario occidental) o la cocina: los portugueses introdujeron el tempura y sobre todo el valioso azúcar refinado, creando nanbangashi (南蛮 菓子), "confitería bárbara del sur", con confiterías como castella, konpeitō, aruheitō, karumera, keiran sōmen, bōro y bisukauto.
Muchos extranjeros fueron favorecidos por los gobernantes japoneses, y su capacidad fue reconocida a veces hasta el punto de promover a uno al rango de samurái (William Adams), y darle un feudo en la Península de Miura, al sur de Edo.

### Relatos europeos sobre los japoneses
La isla de Japón (Jampon), de acuerdo con lo que dicen todos los chinos, es más grande que la de los Léquios, y el rey es más poderoso y grande, y no se dedica a comerciar, ni con sus súbditos. Es un rey pagano, un vasallo del rey de China. No suelen comerciar en China porque está lejos y no tienen juncos, ni son hombres de mar.
— Tomé Pires en Suma Oriental, el primer registro europeo del nombre "Japón".

Los europeos del Renacimiento eran muy aficionados a la inmensa riqueza de Japón en metales preciosos, principalmente debido a los relatos de Marco Polo sobre templos y palacios dorados, pero también debido a la relativa abundancia de minerales superficiales característicos de un país volcánico. Japón se convertiría en un importante exportador de cobre y plata durante este período.
Japón también destacó por sus niveles de población y urbanización comparables o, incluso, superiores a los occidentales (ver Lista de países por población en 1600) y, en ese momento, algunos europeos quedaron bastante fascinados por el país, con Alessandro Valignano incluso escribiendo que los japoneses "no solo superan a todos los demás pueblos orientales, sino que también superan a los europeos".
Los primeros visitantes europeos notaron la calidad de la artesanía japonesa y la orfebrería. Esto se debe al hecho de que el propio Japón es bastante pobre en recursos naturales que se encuentran comúnmente en Europa, especialmente el hierro. Por lo tanto, lo poco que tenían lo utilizaban con gran habilidad. Debido a este hecho, no habían alcanzado los niveles europeos.
El progreso militar japonés también fue bien notado. «Un decreto real español de 1609 dirigía específicamente a los comandantes españoles en el Pacífico "a no arriesgar la reputación y el estado de nuestras armas contra el soldado japonés"» (Giving Up the Gun, Noel Perrin). Posteriormente, los holandeses emplearon tropas japonesas samuráis en las Islas Maluku en el Sudeste Asiático para luchar contra los ingleses.

## Comercio portugués en elsigloXVI

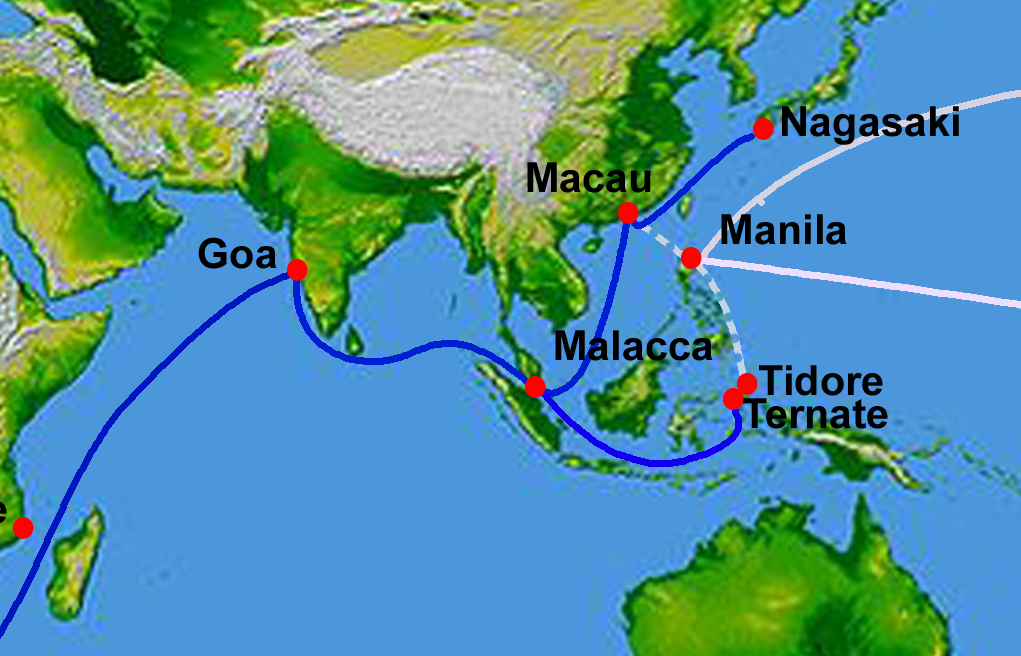
La "Ruta Japonesa" portuguesa.

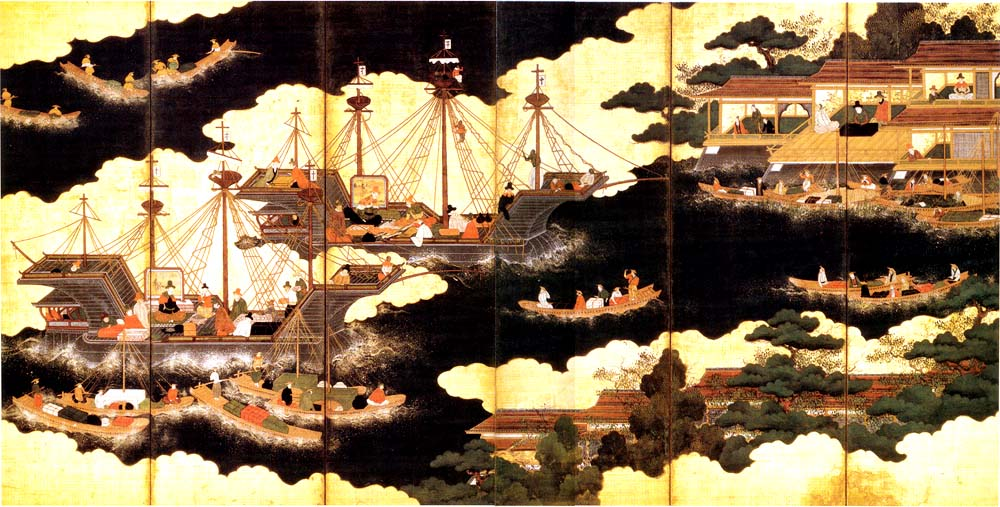
Los barcos Nanban llegan para comerciar en Japón.

Comerciantes portugueses desembarcan en Japón.

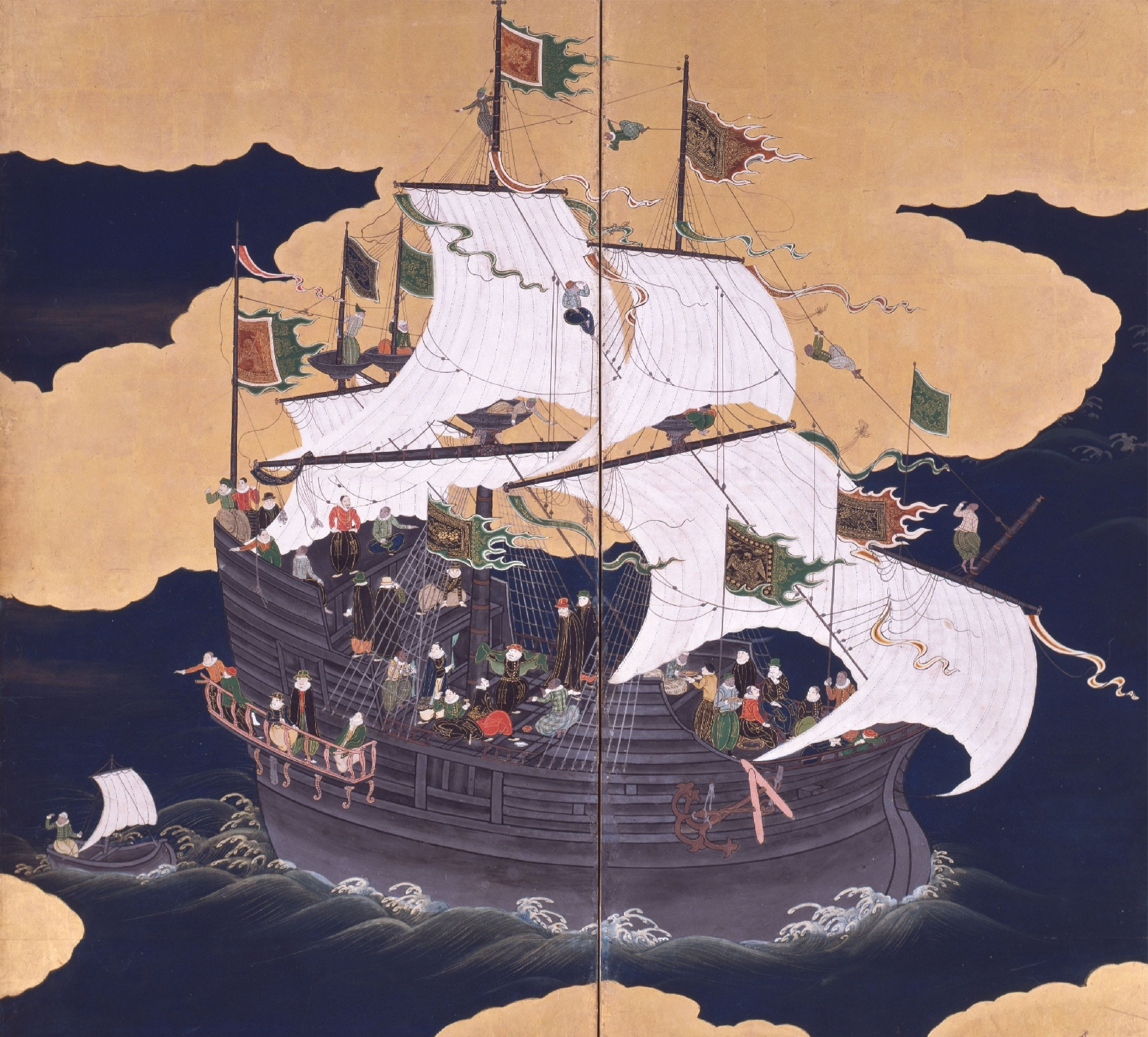
Una carraca portuguesa en Nagasaki,.

Desde 1514 los portugueses comerciaban con China desde Malaca. El emperador chino había decretado un embargo contra Japón como resultado de las incursiones piratas de wakō contra China; en consecuencia, los productos chinos eran escasos en Japón y, por lo tanto, los portugueses encontraron una oportunidad lucrativa para actuar como intermediarios entre los dos reinos.
El comercio con Japón estaba inicialmente abierto a cualquiera, pero en 1550, la Corona portuguesa monopolizó los derechos de comercio con Japón. En adelante, una vez al año, a un fidalgo se le otorgaban los derechos para una empresa comercial única a Japón con privilegios considerables, semejante al título de capitán mayor para viajar a Japón, con autoridad sobre cualquier portugués en China o Japón mientras estaba en el puerto, y el derecho a vender el puesto de este, en caso de que carezca de los fondos necesarios para emprender la empresa. Podía alquilar un barco real o comprar el suyo, a unos 40 000 xerafinas. Su barco zarparía de Goa, parando por Malaca y China antes de proceder a Japón y regresar.
En 1554, el capitán mayor Leonel de Sousa negoció con las autoridades chinas la nueva legalización del comercio portugués en China, seguido de la fundación de Macao en 1557 para apoyar este comercio.
La guerra civil en Japón también fue muy beneficioso para los portugueses, ya que cada señor buscaba atraer el comercio a sus dominios ofreciendo mejores condiciones. En 1571, el pueblo pesquero de Nagasaki se convirtió en el anclaje definitivo de los portugueses y en 1580, su señor, Ōmura Sumitada, el primer señor japonés en convertirse al cristianismo, se lo arrendó a los jesuitas "a perpetuidad". Posteriormente, la ciudad pasó de ser un pueblo pesquero sin importancia a una comunidad próspera y cosmopolita, en su totalidad cristiana. Con el tiempo, en la ciudad habría una escuela de pintura, un hospital, una institución benéfica (la Misericórdia) y un colegio jesuita.

### Las embarcaciones
Entre las embarcaciones involucrados en el comercio que unía Goa y Japón, los más famosos fueron las carracas portuguesas, lentos pero lo suficientemente grandes como para almacenar una gran cantidad de mercancías y provisiones suficientes de manera segura a través de un viaje tan largo y a menudo peligroso (debido a los piratas). Estas naves inicialmente tenían una carga de alrededor de 400-600 toneladas, pero más tarde podían alcanzar hasta 1200 o 1600 toneladas de capacidad de carga, unas pocas alcanzaron hasta 2000 toneladas: eran las embarcaciones más grandes a flote en la Tierra, y fácilmente dos veces o tres veces más grandes que los galeones comunes de la época, solo rivalizaban en tamaño con los galeones españoles de Manila. Muchos de estos fueron construidos en los astilleros reales indo-portugueses en Goa, Bassein o Daman, de madera de teca india de alta calidad en lugar de pino europeo, y su calidad de construcción se hizo famosa: los españoles en Manila elogiaron los buques construidos por portugueses, y comentó que no solo eran más baratos que los suyos, sino que "duraban diez veces más".
Los portugueses se referían a este buque como la nau da prata ("carraca de plata") o nau do trato ("carraca comercial"); los japoneses los llamaron kurofune, que significa "barcos negros", debido al color de sus cascos, pintados de negro con brea para estrechar el agua, y luego el nombre se extendió para referirse a los buques de guerra negros de Matthew C. Perry que reabrieron Japón al mundo en 1853.
En el siglo XVI, grandes juncos pertenecientes a propietarios privados de Macao, alrededor de dos o tres, a menudo acompañaban a la carraca al Japón. Estos podrían alcanzar alrededor de 400 o 500 toneladas de carga. Después de 1618, los portugueses cambiaron al uso de pinazas y galeotas más pequeñas y maniobrables, para evitar la intercepción de los asaltantes holandeses.

### Bienes comercializados
Los productos más valiosos intercambiados en el "comercio de nanban" fueron las sedas chinas por plata japonesa, que luego dicha plata se intercambiaba en China por más seda. Aunque faltan estadísticas precisas, se estima que aproximadamente la mitad de la producción anual de plata de Japón se exportó, la mayoría a través de los portugueses, lo que equivale a alrededor de 18-20 toneladas en lingotes de plata. El comerciante inglés Peter Mundy estimó que la inversión portuguesa en Cantón ascendió a 1 500 000 taeles de plata o 1 000 000 de reales españoles. 
Los portugueses también exportaron excedentes cantidades de seda de Macao a Goa y Europa a través de Manilas.
No obstante, también se tramitaron muchos otros artículos, como oro, porcelana china, almizcle y ruibarbo; Caballos árabes, tigres de Bengala y pavos reales; finas telas escarlatas indias, calico y cintz; Artículos fabricados en Europa, tales como relojes flamencos, vidrio veneciano y vinos y estoques portugueses. a cambio de cobre japonés, laca o armas (como elementos puramente exóticos para exhibir en Europa).
Los japoneses capturados en la batalla también fueron vendidos por sus compatriotas a los portugueses como esclavos, pero los japoneses también venderían miembros de la familia que no podían permitirse mantener debido a la guerra civil. Según el prof. Boxer, los autores asiáticos antiguos y modernos han "pasado por alto convenientemente" su parte en la esclavitud de sus compatriotas. Eran bien considerados por sus habilidades y su carácter bélico, y algunos terminaron hasta en la India e incluso Europa, también como sirvientes armados, concubinas o esclavos de esclavos de portugueses. En 1571, el rey Sebastián de Portugal emitió una prohibición sobre la esclavitud de chinos y japoneses, probablemente temiendo los efectos negativos que podría tener en los esfuerzos de proselitismo, así como la diplomacia permanente entre los países. El shogun de Japón Toyotomi Hideyoshi impuso el fin de la esclavitud de sus compatriotas a partir de 1587 y fue suprimida poco después. Sin embargo, Hideyoshi luego vendió prisioneros de guerra coreanos capturados durante las invasiones japonesas de Corea (1592-1598) como esclavos a los portugueses.
Según los autores contemporáneos como Diogo do Couto, Jan Huygen van Linschoten y William Adams, se estima que las ganancias generales del comercio de Japón, que se llevaban a cabo a través de los barcos negros, ascendían a más de 600 000 cruzados. Un capitán mayor que invirtió 20 000 cruzados en Goa para esta empresa podría esperar 150 000 cruzados en ganancias al regresar. 
Se estima que el valor de las exportaciones portuguesas de Nagasaki durante el siglo XVI ascendió a más de 1 000 000 de cruzados, alcanzando hasta 3 000 000 en 1637. Los holandeses estimaron que esto era el equivalente de unos 6 100 000 florines, casi tanto como toda la capital fundadora de la VOC (6 500 000 florines). Las ganancias de VOC en toda Asia ascendieron a "solo" 1 200 000 florines aproximadamente, todos sus activos valían 9 500 000 florines.
Después de 1592, el comercio portugués fue desafiado por los barcos japoneses de sello rojo, los barcos Manila españoles después de 1600 (hasta 1620), los holandeses después de 1609 y los ingleses en 1613 (hasta 1623). No obstante, se descubrió que ni los holandeses ni los españoles podían reemplazar efectivamente a los portugueses, debido al acceso privilegiado de estos últimos a los mercados e inversores chinos a través de Macao. Los portugueses fueron prohibidos definitivamente en 1638 después de la Rebelión de Shimabara, debido a que introdujeron de contrabando a sacerdotes en Japón a bordo de sus embarcaciones.

## Comercio holandés

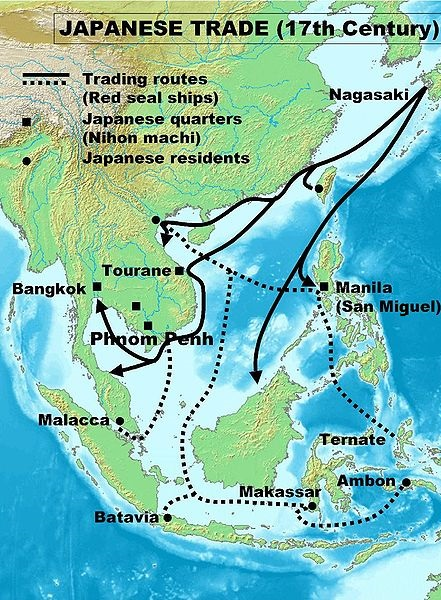
Comercio de los sellos rojos japoneses a principios del siglo XVII.

El holandés, que en lugar de "Nanban" fue llamado Kōmō (紅毛 lit. Pelo Rojo?) por los japoneses, llegó por primera vez a Japón en 1600, a bordo del Liefde ("liefde" significa "amor"). Su piloto fue William Adams, el primer inglés en llegar a Japón.
En 1605, dos miembros de la tripulación del Liefde fueron enviados a Patani por Tokugawa Ieyasu, para invitar al comercio holandés a Japón. El jefe del puesto comercial holandés de Patani, Victor Sprinckel, se negó porque estaba demasiado ocupado lidiando con la oposición portuguesa en el sudeste asiático. Sin embargo, en 1609, el holandés Jacques Specx llegó con dos barcos a Hirado, y a través de Adams obtuvo privilegios comerciales de Ieyasu.
Los holandeses también se dedicaron a la piratería y el combate naval para debilitar los envíos portugueses y españoles en el Pacífico, y finalmente se convirtieron en los únicos occidentales a los que se les permitió el acceso a Japón desde el pequeño enclave de Dejima después de 1638 y durante los próximos dos siglos.

## Intercambios tecnológicos y culturales
A los japoneses se les presentaron varias nuevas tecnologías y prácticas culturales (también viceversa, ver el Japonismo), ya sea en el área militar (el arcabuz, las corazas de estilo europeo, los barcos europeos), la religión (cristianismo), el arte decorativo, el idioma (integración al japonés de un vocabulario occidental) y culinario: los portugueses introdujeron la tempura y sobre todo el valioso azúcar refinado, creando el nanbangashi (南蛮菓子 lit. Repostería de los bárbaros del sur?), con postres como castella, konpeitō, aruheitō, karumera, keiran sōmen, bōro y bisukauto.

### Arcabuces Tanegashima

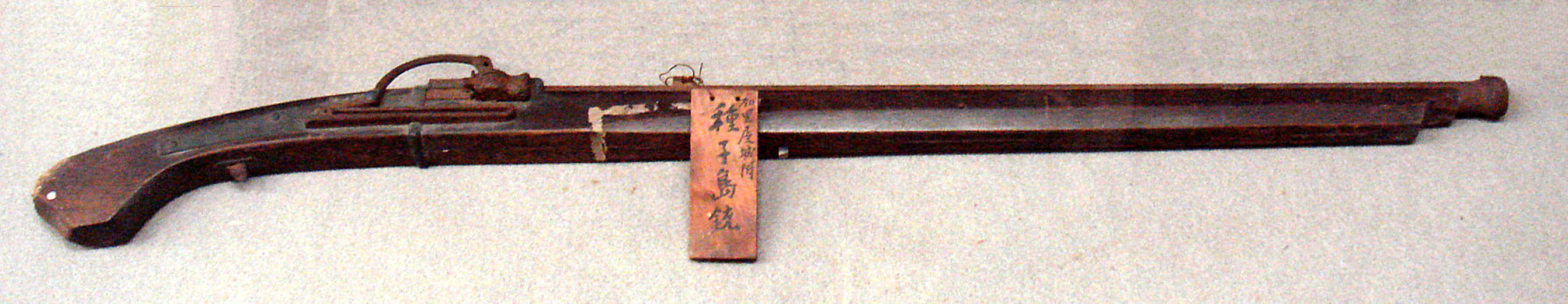
Arcabuz Tanegashima

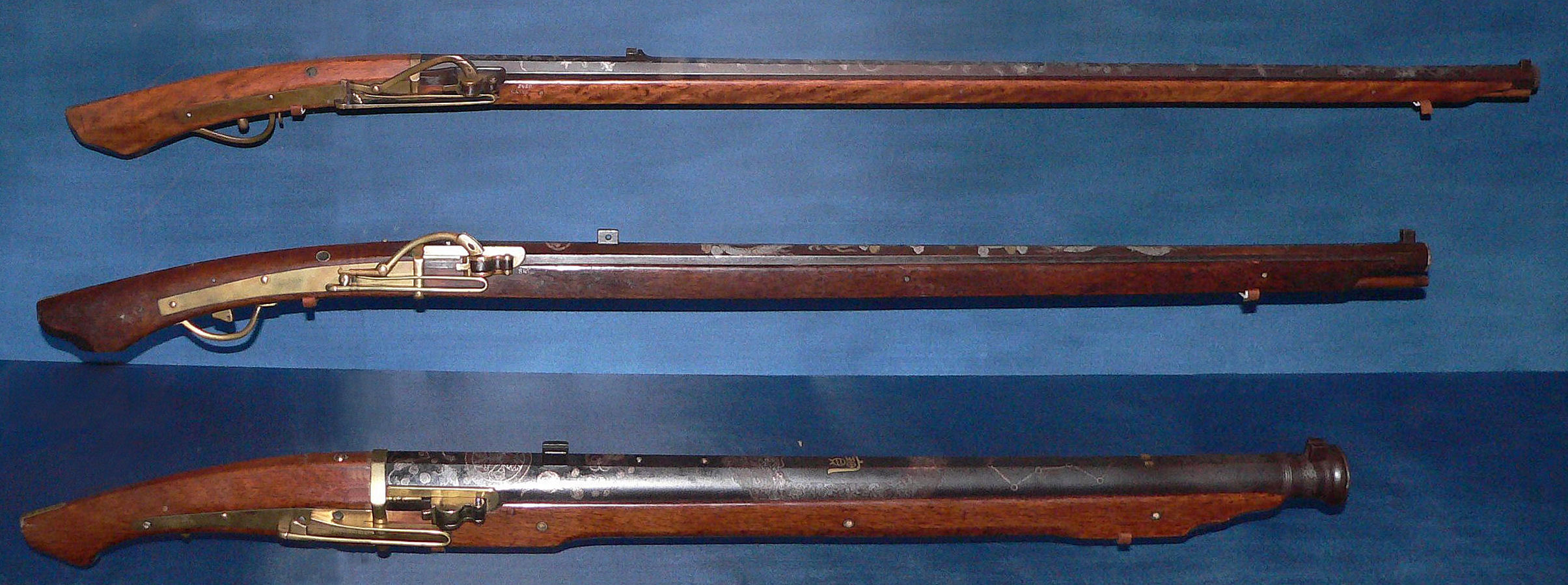
Arcabuz japonés de la era Edo (Tanegashima).

Los japoneses estaban interesados en las armas de fuego portuguesas. Los primeros dos europeos en llegar a Japón en el año 1543 fueron los comerciantes portugueses António da Mota y Francisco Zeimoto (Fernão Mendes Pinto también afirmó haber llegado con ellos, pero esto está en conflicto directo con otros datos que presenta), llegando en un barco chino a la isla sureña de Tanegashima, donde introdujeron armas de mano para el comercio. Los japoneses ya estaban familiarizados con el armamento de pólvora (inventado y transmitido desde China), y habían estado usando armas básicas originarias de China y tubos de cañón llamados Teppō (鉄砲 Cañón de hierro?) durante unos 270 años antes de la llegada de los portugueses. En comparación, las armas portuguesas eran ligeras, tenían un mecanismo de llave de mecha y eran fáciles de apuntar. Debido a que las armas de fuego de fabricación portuguesa se introdujeron en Tanegashima, el arcabuz finalmente se llamó Tanegashima en Japón. En ese momento, Japón estaba en medio de una guerra civil llamada período Sengoku (período de los Estados Combatientes).
Un año después del primer intercambio de armas, los espaderos y herreros japoneses lograron reproducir el mecanismo de llave de mecha y producir en masa las armas portuguesas. Apenas cincuenta años después, "a fines del siglo XVI, las armas eran casi con certeza más comunes en Japón que en cualquier otro país del mundo", sus ejércitos equipados con varias armas empequeñecían a cualquier ejército contemporáneo en Europa (Perrin). Las armas fueron decisivas en la unificación de Japón bajo Toyotomi Hideyoshi y Tokugawa Ieyasu, así como en las invasiones de Corea en 1592 y 1597. El daimyo que inició la unificación de Japón, Oda Nobunaga, hizo un uso extensivo de las armas (arcabuz) cuando juega un papel clave en la Batalla de Nagashino, como se dramatiza en la película de 1980 de Akira Kurosawa, Kagemusha (La Sombra del Guerrero).

### Shuinsen

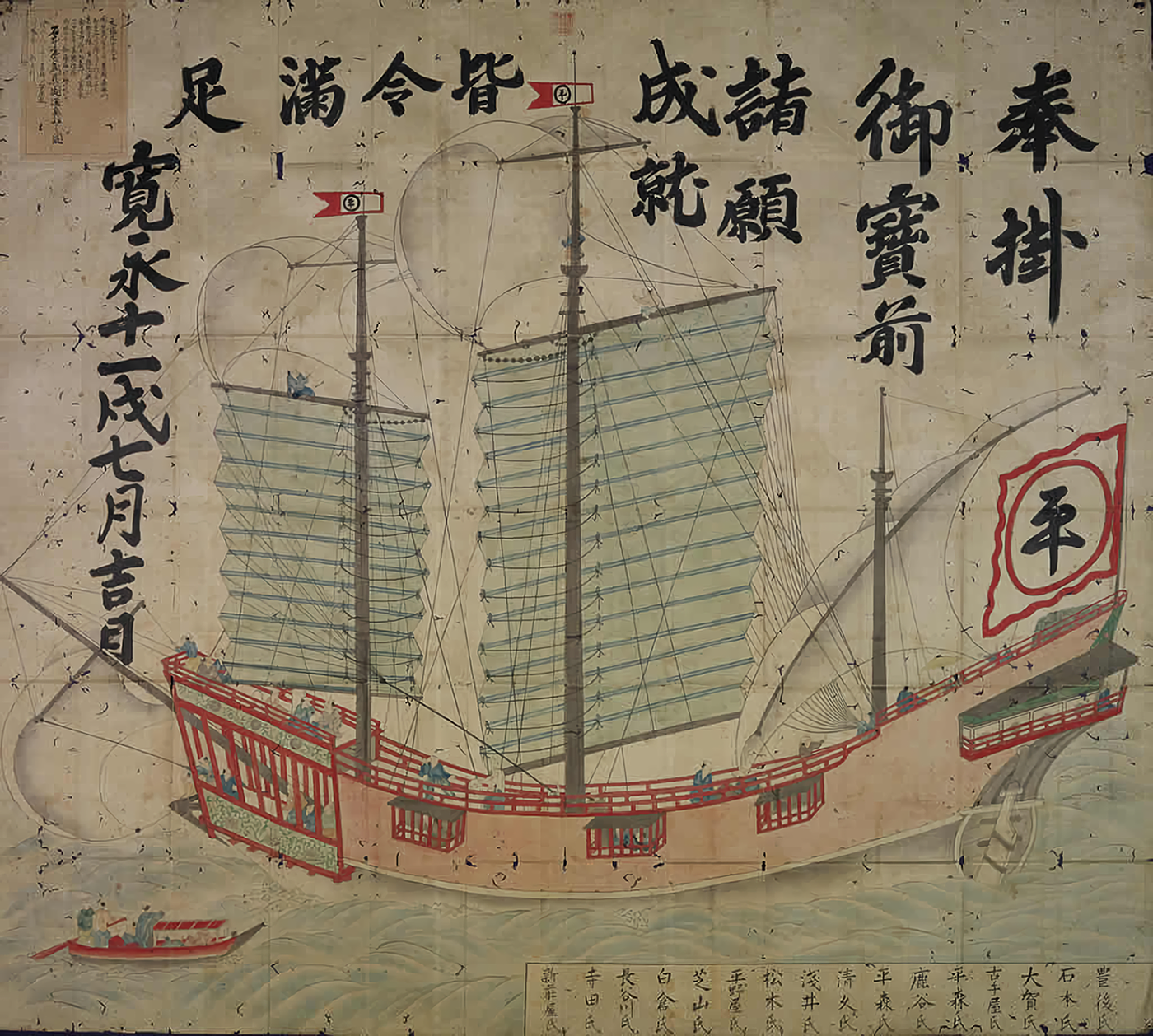
Un barco shuinsen de 1634, que incorpora velas cuadradas y latinas de estilo occidental, timón y diseños en popa. Los barcos estaban típicamente armados con 6 a 8 cañones. Museo de Ciencias Navales de Tokio.

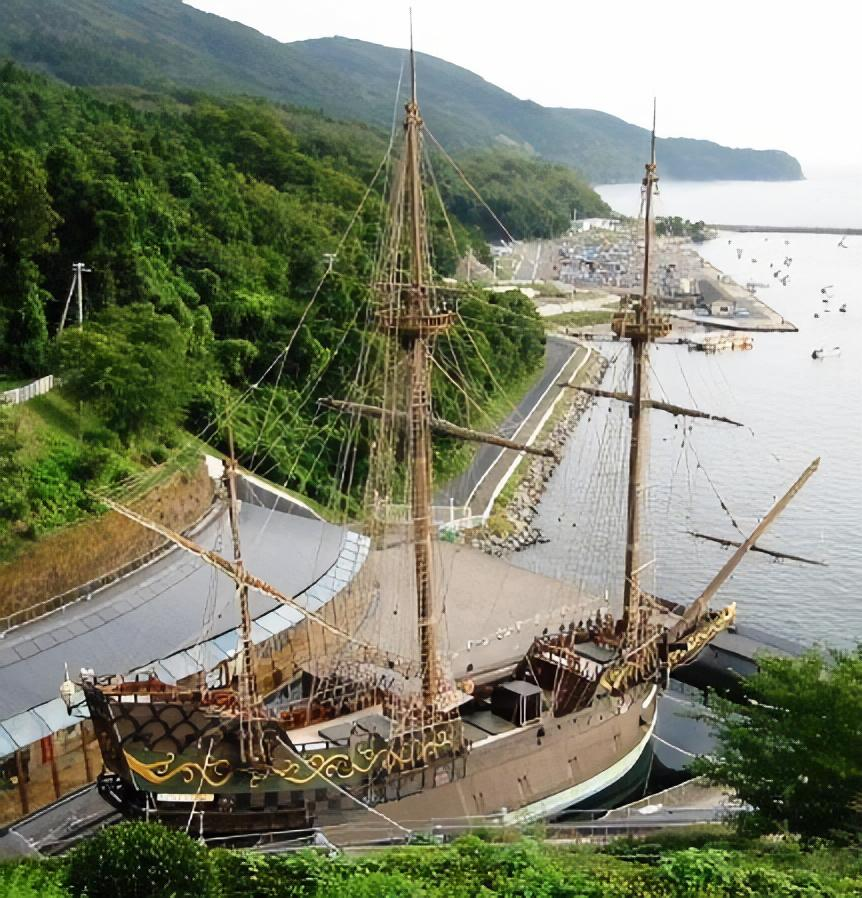
El galeón japonés San Juan Bautista de 1613, en Ishinomaki, Japón (réplica).

Los barcos europeos (galeones) también fueron muy influyentes en la industria de construcción naval japonesa y en realidad estimularon muchas empresas japonesas en el extranjero.
El Shogunato estableció un sistema de empresas comerciales en barcos con licencia llamados barcos de sello rojo (朱印船 shuinsen?), que navegaban por el este y el sudeste de Asia para el comercio. Estas naves incorporaron muchos elementos de diseño de los galeones, como velas, timón y disposición de armas. Trajeron a los puertos del sudeste asiático muchos comerciantes y aventureros japoneses, que a veces se volvieron bastante influyentes en los asuntos locales, como el aventurero Yamada Nagamasa en Siam, o más tarde se convirtieron en íconos populares japoneses, como Tenjiku Tokubei.
A principios del siglo XVII, el shogunato había construido, generalmente con la ayuda de expertos extranjeros, varios barcos de diseño puramente nanban, como el galeón San Juan Bautista, que cruzó el Pacífico dos veces en embajadas a Nueva España (México).

### Catolicismo en Japón

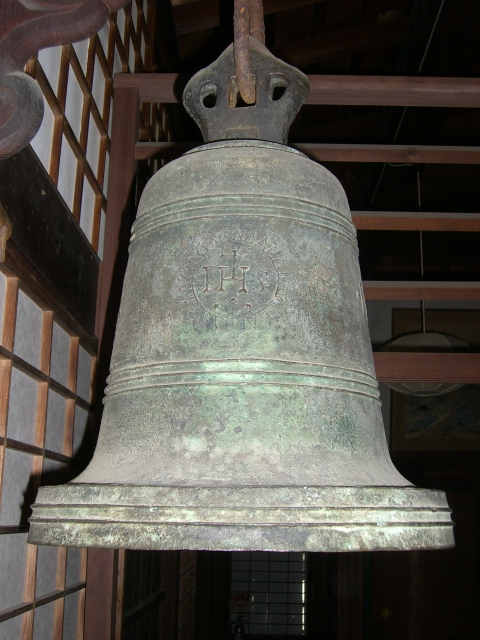
La Campana de Nanbanji, hecha en Portugal para la Iglesia de Nanbanji, establecida por los jesuitas en 1576 y destruida en 1587, Japón.

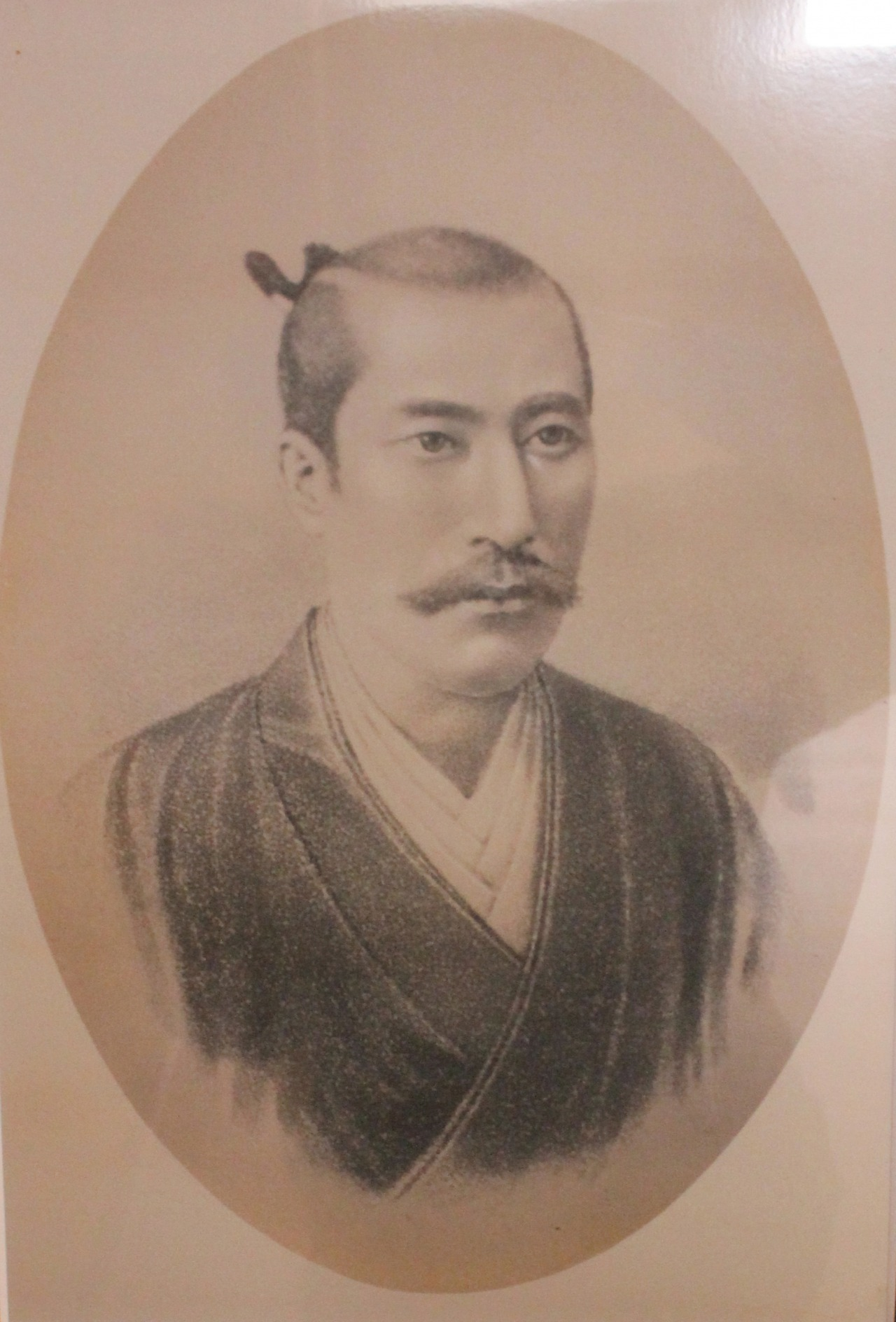
Retrato de Oda Nobunaga, del pintor jesuita, 1583-1590.

Con la llegada del líder jesuita Francisco Javier en 1549, el catolicismo se desarrolló progresivamente como una fuerza religiosa importante en Japón. Aunque la tolerancia de los "padres" occidentales estaba inicialmente vinculada al comercio, los católicos podían reclamar alrededor de 200 000 conversos para fines del siglo XVI, principalmente ubicados en la isla sureña de Kyūshū. Los jesuitas lograron obtener jurisdicción sobre la ciudad comercial de Nagasaki.
La primera reacción del kampaku Hideyoshi llegó en 1587 cuando promulgó la prohibición del cristianismo y ordenó la partida de todos los "padres". Sin embargo, no se siguió esta resolución (solo 3 de cada 130 jesuitas abandonaron Japón), y los jesuitas pudieron continuar sus actividades. Hideyoshi escribió:

1. Japón es un país de los dioses, y que los padres vengan aquí y prediquen una ley diabólica, es algo reprensible y diabólico...
2. Que los padres vengan a Japón y conviertan a las personas a su credo, destruyendo los templos sintoístas y budistas para este fin, es una cosa nunca vista e inaudita... cometer ultrajes de este tipo es algo que merece de un castigo severo.
Boxer, El Siglo Cristiano en Japón

La reacción de Hideyoshi al cristianismo se hizo más fuerte cuando el galeón español San Felipe naufragó en Japón en 1597. El incidente llevó a veintiséis cristianos (6 franciscanos, 17 de sus neófitos japoneses y 3 hermanos laicos jesuitas japoneses, incluidos por error) que fueron crucificados en Nagasaki el 5 de febrero de 1597. Parece que la decisión de Hideyoshi fue tomada luego de que los jesuitas lo alentaron a expulsar la orden rival, al ser informado por los españoles de que la conquista militar generalmente seguía al proselitismo católico, y por su propio deseo de hacerse cargo de la carga del barco. Aunque cerca de cien iglesias fueron destruidas, la mayoría de los jesuitas permanecieron en Japón.
El golpe final vino con la firme prohibición del cristianismo de Tokugawa Ieyasu en 1614, que condujo a actividades clandestinas por parte de los jesuitas y a su participación en la revuelta de Hideyori en el asedio de Osaka (1614–15). La represión del catolicismo se hizo virulenta después de la muerte de Ieyasu en 1616, lo que condujo a la tortura y el asesinato de unos 2 000 cristianos (70 occidentales y el resto japoneses) y la apostasía de los 200 a 300 000 restantes. La última reacción importante de los cristianos en Japón fue la rebelión de Shimabara en 1637. A partir de entonces, el catolicismo en Japón fue llevado a la clandestinidad como los llamados "cristianos ocultos".

### Otras influencias deNanban
Los Nanban también tuvieron varias otras influencias:
- Nanbandō (南蛮胴?) designa a un tipo de coraza que cubre el tronco en una sola pieza, un diseño importado de Europa.
- Nanbanbijutsu (南蛮美術?) generalmente describe al arte japonés con temas de Nanban o influenciado por diseños de Nanban (ver Arte namban).
- Nanbanga (南蛮画?) designa a las numerosas representaciones pictóricas que se hicieron de los nuevos extranjeros y define toda una categoría de estilo en el arte japonés (ver Arte namban).
- Nanbannuri (南蛮塗り?) describe lacas decoradas al estilo portugués, que eran artículos muy populares de finales del siglo XVI.
- Nanbangashi (南蛮菓子?) es una variedad de dulces derivados de recetas portuguesas o españolas. Los dulces más populares son Kasutera (カステラ?), que lleva el nombre de Castilla, y Konpeitō (金平糖 こんぺいとう?), de la palabra portuguesa "confeito" (caramelo de azúcar), y Biscuit (ビスケット Galleta?), etc. Los dulces "Bárbaros del sur" están a la venta en muchos supermercados japoneses en la actualidad.
- Nanbanji o Nanbandera (南蛮寺?) fue la primera iglesia cristiana en Kioto. Con el apoyo de Oda Nobunaga, el Padre jesuita Organtino Gnecchi-Soldo estableció esta iglesia en 1576. Once años después (1587), Toyotomi Hideyoshi destruyó la iglesia. Actualmente, la campana de esta se conserva como "Nanbanji-no-kane" (la Campana de Nanbanji) en el templo Shunkoin en Kioto.

## Disminución de los intercambios de Nanban
Sin embargo, después de que el país fue pacificado y unificado por Tokugawa Ieyasu en 1603, Japón se cerró progresivamente al mundo exterior, principalmente debido al surgimiento del cristianismo.
Para 1650, a excepción del puesto de avanzada comercial de Dejima en Nagasaki, para los Países Bajos, y algunos intercambios con China, los extranjeros estaban sujetos a la pena de muerte y los conversos cristianos fueron perseguidos. Las armas fueron erradicadas casi por completo para volver a la espada más "civilizada". También se prohibió viajar al extranjero y la construcción de grandes barcos. Desde allí comenzó un período de reclusión, paz, prosperidad y progreso leve conocido como el período Edo. Pero no mucho después, en la década de 1650, la producción de porcelana japonesa de exportación aumentó enormemente cuando la guerra civil dejó fuera de servicio al principal centro chino de producción de porcelana, en Jingdezhen, durante varias décadas. Durante el resto del siglo XVII, la mayor parte de la producción de porcelana japonesa se realizó en Kyūshū para su exportación a través de China y Holanda. El comercio disminuyó bajo la renovada competencia china en la década de 1740, antes de reanudarse después de la apertura de Japón en 1850.
Los "bárbaros" regresarían 250 años después, fortalecidos por la industrialización, y terminarían con el aislamiento de Japón con la apertura forzosa de Japón para comerciar con una flota militar estadounidense bajo el mando del comodoro Matthew Perry en 1854.

## Usos de la palabra "Nanban"

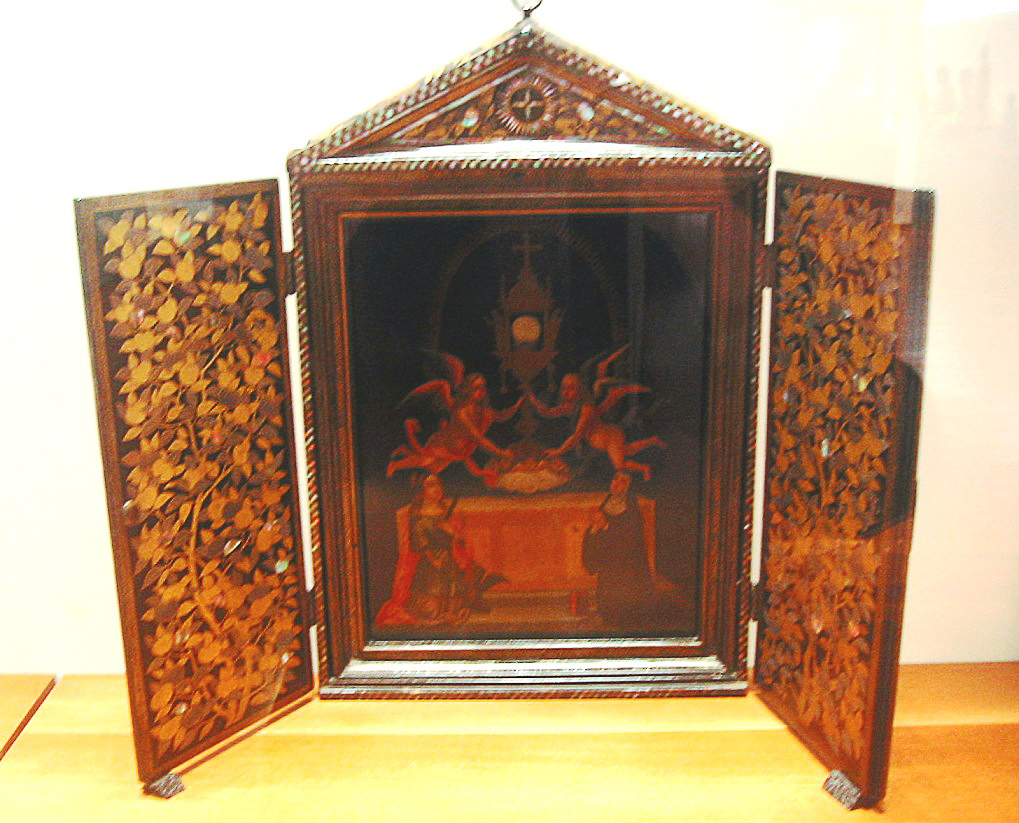
Un altar votivo japonés, estilo Nanban. Finales del. Museo Guimet.

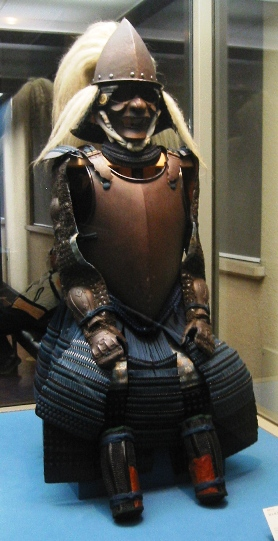
Nanbandō, una coraza de estilo occidental del.

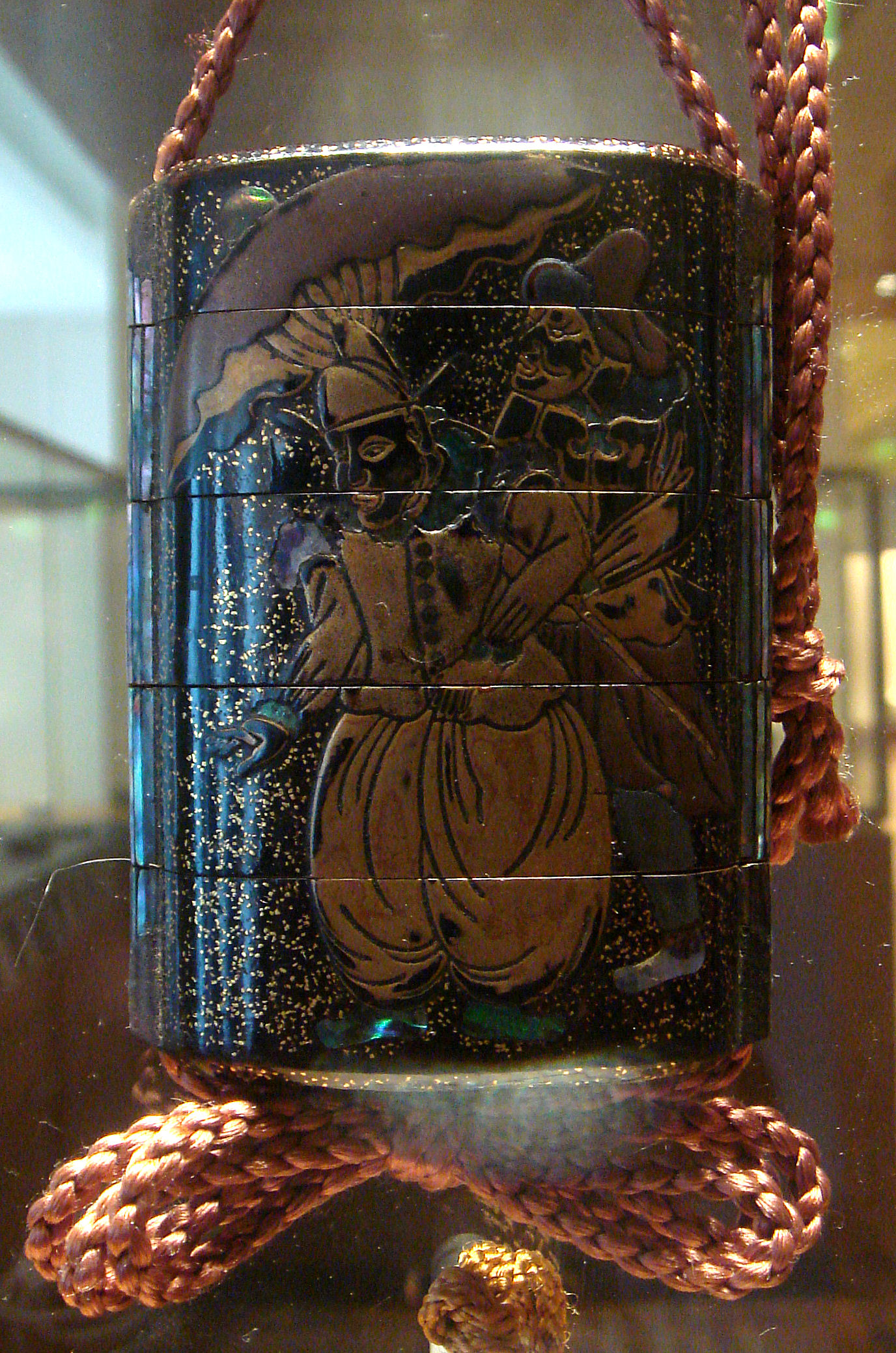
Inro japonés que representa a los extranjeros nanban,.

Nanban es una palabra chino-japonesa derivada del término chino Nánmán, que originalmente se refería a los pueblos del sur de Asia y el sudeste asiático. El uso japonés de Nanban tomó un nuevo significado cuando se trataba de designar a los primeros portugueses que llegaron por primera vez en 1543, y luego el término se extendió para otros europeos que llegaron a Japón. El término Nanban tiene su origen en los Cuatro Bárbaros en la distinción Hua-Yi en el siglo III en China. La pronunciación del carácter chino está japonizada, los Dōngyí (東夷 Bárbaros del Este?) llamados Tōi (incluye al propio Japón), Nánmán (南蛮 Bárbaros del Sur?) llamados Nanban, Xīróng (西戎 Bárbaros del Oeste?) llamados Sei-Jū y Běidí (北狄 Bárbaros del Norte?) llamados Hoku-Teki. Aunque Nanban solo se refería al sudeste asiático durante los períodos Sengoku y Edo, con el tiempo la palabra se convirtió en el significado de "persona occidental", y "de Nanban" significa "exótico y curioso".
Estrictamente hablando, Nanban significa "portugués o español", que eran los extranjeros occidentales más populares en Japón, mientras que a otras personas occidentales a veces se les llamaba Kō-mōjin (紅毛人 Personas pelirrojas?), pero Kō-mōjin no era tan generalizado como Nanban. En China, 紅毛 se pronuncia Ang mo en Hokkien y es un insulto racial contra los blancos. Más tarde, Japón decidió occidentalizarse radicalmente para resistir mejor a Occidente y esencialmente dejó de considerar a Occidente como fundamentalmente incivilizado. Palabras como Yōfu (洋風 estilo occidental?) y Ōbeifu (欧米 estilo europeo-americano?) reemplazaron a Nanban en la mayoría de los usos.
Aun así, el principio exacto de occidentalización fue Wakon-Yōsai (和魂洋才 Espíritu japonés-talento occidental?), lo que implica que, aunque la tecnología puede estar más avanzada en Occidente, el espíritu japonés es mejor. Por lo tanto, aunque Occidente tenga carencias, tiene sus puntos fuertes, lo que les quita la molestia de llamarlos "bárbaros".
Hoy la palabra Nanban solo se usa en un contexto histórico, y se siente esencialmente como pintoresca y cariñosa. A veces se puede usar en broma para referirse a la gente occidental o la civilización de una manera culta.
Hay un área donde Nanban se usa exclusivamente para referirse a cierto estilo y es la cocina y los nombres de los platos. Los platos de Nanban no son estadounidenses o europeos, sino una variedad extraña que no usa salsa de soja o miso, sino curry en polvo y vinagre como saborizante, una característica derivada de la cocina indo-portuguesa de Goa. Esto se debe a que cuando se importaron platos portugueses y españoles a Japón, también se importaron platos de Macao y otras partes de China.

## Línea de tiempo
- 1543 - Los marineros portugueses (entre ellos posiblemente Fernão Mendes Pinto) llegan a Tanegashima y transmiten el arcabuz.
- 1549 - Francisco Javier llega a Kagoshima.
- 1557 - Establecimiento de Macao por los portugueses. Envío de barcos comerciales anuales a Japón.
- 1565 - Batalla de la Bahía de Fukuda, el primer enfrentamiento naval registrado entre los europeos y los japoneses.
- 1570 - Los piratas japoneses ocupan partes de Taiwán, desde donde se aprovechan de China.
- 1571 - Daimyō Ōmura Sumitada ayuda a los portugueses a establecer el puerto de Nagasaki.
- 1575 - Batalla de Nagashino, donde las armas de fuego se usan ampliamente.
- 1577 - Los primeros barcos japoneses viajan a Cochinchina, en el sur de Vietnam.
- 1579 - El jesuita Alessandro Valignano llega a Japón.
- 1580 - Ōmura Sumitada cede Nagasaki "a perpetuidad" a la Compañía de Jesús.
- 1580 - Franciscanos de Japón escapan a Vietnam.
- 1584 - Mancio Itō llega a Lisboa con otros tres japoneses, acompañado por un padre jesuita.
- 1588 - Hideyoshi prohíbe la piratería.
- 1592 - Japón invade Corea en la Guerra de los Siete Años con un ejército de 160 000.

- Primera mención conocida de los Shuinsen.
- 1597 - Martirio de 26 cristianos (esencialmente franciscanos) en Nagasaki.
- 1598 - Muerte de Hideyoshi.
- 1600 - Llegada de William Adams en el Liefde.

- La batalla de Sekigahara une a Japón bajo Tokugawa Ieyasu.
- 1602 - Buques de guerra holandeses atacan la carraca portuguesa Santa Catarina cerca de la Malaca Portuguesa.
- 1603 - Establecimiento de Edo como sede del gobierno de Bakufu.

- Establecimiento de la fábrica inglesa (puesto comercial) en Bantén, Java.
- Los jesuitas publican el diccionario de japonés a portugués Nippo Jisho en Nagasaki, que contiene entradas para 32 293 palabras japonesas en portugués.
- 1605 - Dos de los compañeros de barco de William Adams son enviados a Patani por Tokugawa Ieyasu, para invitar al comercio holandés a Japón.
- 1609 - Los holandeses abren una fábrica comercial en Hirado.
- 1610 - Destrucción de Nossa Senhora da Graça cerca de Nagasaki, lo que lleva a una pausa de 2 años en el comercio portugués
- 1612 - Yamada Nagamasa se instala en Ayutthaya, Siam.
- 1613 - Inglaterra abre una fábrica comercial en Hirado.

- Hasekura Tsunenaga se va a su embajada a las Américas y Europa. Regresa en 1620.
- 1614 - Expulsión de los jesuitas de Japón. Prohibición del cristianismo.
- 1615 - Los jesuitas japoneses comienzan a hacer proselitismo en Vietnam.
- 1616 - Muerte de Tokugawa Ieyasu.
- 1622 - Martirio masivo de cristianos.

- Muerte de Hasekura Tsunenaga.
- 1623 - Los ingleses cierran su fábrica en Hirado por falta de rentabilidad.

- Yamada Nagamasa navega desde Siam a Japón, con un embajador del rey siamés Songtham. Regresa a Siam en 1626.
- Prohibición del comercio con las Filipinas españolas.
- 1624 - Interrupción de las relaciones diplomáticas con España.

- Los jesuitas japoneses comienzan a hacer proselitismo en Siam.
- 1628 - Destrucción del barco Shuisen de Takagi Sakuemon (高木作右衛門?) en Ayutthaya, Siam, por una flota española. El comercio portugués en Japón está prohibido durante 3 años como represalia.
- 1632 - Muerte de Tokugawa Hidetada.
- 1634 - Por orden de shōgun Iemitsu, la isla artificial Dejima está construida para restringir a los comerciantes portugueses que viven en Nagasaki.
- 1637 - Rebelión de Shimabara por campesinos cristianos.
- 1638 - La prohibición definitiva del comercio con Portugal como resultado de la rebelión de Shimabara se atribuyó a las intrigas católicas.
- 1641 - La fábrica comercial holandesa se traslada de Hirado a la isla Dejima.